# Евфимий (Беликов)
Епи́скоп Евфи́мий (в миру Пётр Ива́нович Бе́ликов; 20 декабря 1813 — 17 октября 1863) — епископ Русской православной церкви, епископ Саратовский и Царицынский.

## Биография
Родился 20 декабря 1813 года в слободе Радьковское Корочинского уезда Курской губернии в семье причётника.
Первоначально обучался в Курской духовной семинарии, по окончании которой поступил в Киевскую духовную академию.
2 мая 1839 года пострижен в монашество; 1 августа рукоположен во иеродиакона, а 16 августа — во иеромонаха; 27 сентября назначен учителем во Владимирскую духовную семинарию и 31 декабря того же года удостоен звания магистра.
С 23 июня 1841 года — инспектор Владимирской духовной семинарии.
8 июня 1846 года возведен в сан архимандрита.
С 14 марта 1847 года — ректор Владимирской духовной семинарии и настоятель Троицкого Даниилова монастыря в Переславле-Залесском.
В 1852 году вызван в Санкт-Петербург на чреду служения и 7 июля назначен ректором Новгородской духовной семинарии и настоятелем Новгородского Антониева монастыря.
2 декабря 1856 года хиротонисан во епископа Старорусского, викария Новгородской епархии.
С 29 августа 1860 года — епископ Саратовский и Царицынский.
Он явил образец замечательного архипастыря-труженика. Его трудолюбие поражало окружающих. Несмотря на слабость и болезнь телесную, он очень мало уделял внимания личному покою и сну. Ежедневно вставал в пять часов утра, днем давал себе очень незначительный отдых, но не спал, а знакомился с текущей литературой. Ложился спать не раньше 11—12 часов вечера, причём устраивался так, чтобы и ночью можно было читать.
При поездке по епархии епископ Евфимий не ограничивался беглым обзором, а как добрый пастырь внимательно изучал состояние паствы и духовенства.
Очень много заботы и внимания уделял преосвященный ставленникам, поучая их иногда в течение 5—7 часов подряд: растолковывал их обязанности, давал им список книг, необходимых для их служебной деятельности.
Вложил много личных средств и труда на благоукрашение Саратовского кафедрального собора.
Уже в последние дни своей жизни, изнемогая от болезни, он не прекращал трудиться. Уставая от сидения, преосвященный становился у стола на колени и в таком положении трудился по несколько часов.
Скончался 17 октября 1863 года в Саратове. В постели он находился около двух недель. В это время составил подробное завещание, распорядился всеми церковными и личными делами до последней мелочи, даже дал распоряжение о похоронах и поминках своих. Дважды исповедовался и причастился Святых Христовых Тайн, принял Елеосвящение. На заявление врачей о возможности выздоровления он сказал: «Они обманывают и себя и меня. Я лучше всех их знаю, что мне уже не встать… Я не дорожу жизнью. Доселе я видел только одни труды и болезни. И в будущем не предвижу ничего лучшего, кроме трудов и болезней, и тем не менее хочется жить ввиду грядущих бед и на отечество, и на Церковь, и на духовенство, и на самую веру…» В ночь перед кончиной владыка велел читать отходную. Следующее утро он провел в тоске, но ни одного слова жалобы, ни одного выражения слабости никто не услышал от него. В двенадцатом часу дня попросил читать акафист Господу Иисусу. Потом велел никому из дома не уходить. С трех часов благословлял всех, кто пришел с ним проститься. Затем затих, как бы уснул, и так лежал в течение двух часов. Потом два раза вздохнул и мирно отошёл ко Господу.
Погребен в кафедральном соборе, в Воскресенском приделе нижней соборной церкви.